# Cruzeño

Mapa ukazující rozšíření čumašských jazyků, cruzeño je vlevo dole, vyznačeno růžovou barvou.

Cruzeño (nebo též ostrovní čumaština, isleño nebo ysleño) byl indiánský jazyk, který používal indiánský kmen Čumašů v jižní Kalifornii na souostroví Channel Islands a na ostrovech Santa Cruz a Santa Rosa. Jazyk je vymřelý. 
Cruzeño vychází z čumašského jazyka, ale bylo ovlivněno i domorodými jazyky z této oblasti.
Jazyk patřil do jazykové rodiny čumašských jazyků, přesněji do podrodiny jihočumašských jazyků. Všechny jazyky z této rodiny již vymřely, poslední z nich (Barbareño) začátkem 60. let 20. století. 